# Club Nacional de Football
O Club Nacional de Football, mais conhecido como Nacional, é um clube esportivo profissional uruguaio da cidade de Montevidéu. Foi fundado em 1899 por jovens estudantes uruguaios criollos, com a intenção de praticar futebol diante do predomínio de clubes com estrangeiros na cidade, particularmente ingleses e alemães. Sendo assim, é considerada a primeira equipe do país formada por descendentes de europeus que nasceram no próprio Uruguai. O clube tem as suas cores baseadas na Bandeira de Artigas. Manda seus jogos em casa no Estadio Gran Parque Central desde 1901, atualmente com capacidade para 37.000 espectadores.
Embora tenha caráter poliesportivo, o clube se destaca por seu time de futebol ser considerado uma das mais vencedoras e importantes equipes do mundo. A nível nacional, o clube já venceu 49 vezes o Campeonato Uruguaio, além de nunca ter sido rebaixado da primeira divisão em sua história. É também o clube que mais ganhou títulos organizados pela AUF. Entre suas principais conquistas internacionais, este possui três títulos da Copa Libertadores e três da Copa Intercontinental. 
No total, possui 22 títulos internacionais oficiais, dos quais 9 foram organizados pela CONMEBOL (alguns em conjunto com outras confederações como a UEFA e a CONCACAF) e outros 13 organizados em conjunto entre a AFA e a AUF, sendo o clube uruguaio com mais títulos a nível internacional, razão pela qual também carrega o apelido de "Rey de Copas" (Rei das Taças). Chegou a ser o clube com maior quantidade de títulos oficiais do mundo durante o século XX, sendo superado nos primeiros anos do século XXI pelo Real Madrid, com 29 títulos e o Al-Ahly, com 24.
O Nacional é o único clube que sempre teve pelo menos um jogador na Seleção Uruguaia de Futebol todas as vezes que esta ganhou a Copa do Mundo da FIFA, a Copa América ou os Jogos Olímpicos.
Possui uma forte rivalidade com o Peñarol, sendo a mais antiga fora das Ilhas Britânicas e eleita por diversos jornais como uma das mais importantes do futebol mundial.

## História

### Fundação e primeiros anos (1899-1911)

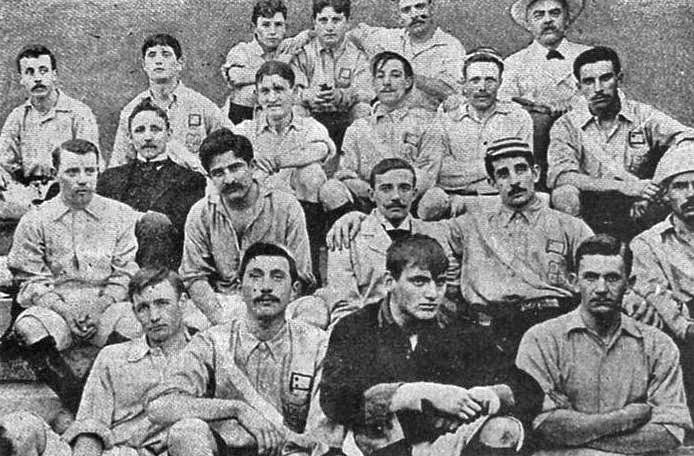
Jogadores Uruguaios e Argentinos, após a partida do dia 13 de setembro de 1903 entre as duas seleções. Nesta ocasião, todos os jogadores da seleção uruguaia eram cedidos pelo Nacional.

No final do século XIX, a prática do futebol no Uruguai — esse esporte que recém surgia — estava dominada pelos ingleses residentes no país. Nesse contexto, surgiram entre os jovens estudantes duas iniciativas de criar uma instituição futebolística totalmente nacional: O Montevideo Football Club, criado em uma cafeteria próxima ao Monumento al Gaucho, localizada no Centro de Montevidéu e o Uruguay Ahletic Club, com sede no bairro La unión. No dia 14 de maio de 1899, na casa de Ernesto Caprário, sócios e jogadores de ambas as equipes fundam o Club Nacional de Football. Este feito não só constituiu o primeiro clube de futebol totalmente formado por uruguaios, mas também o primeiro clube criollo da América. Neste mesmo encontro, foram decididos os símbolos do clube, os quais foram inspirados na bandeira do herói nacional do Uruguai, José Gervasio Artigas.
No dia 25 de junho de 1899, o Nacional disputou sua primeira partida, vencendo por 2x0 ao Uruguay Athletic. O Nacional foi a campo com:
- Alejandro Cordero,
- Arturo Corradi,
- Jorge Ballestero,
- Félix N. Rossati,
- Carlos Carve Uriosti,
- Bernardino Daglio,
- Jaime Gianetto,
- Sebastián Puppo,
- Domingo Prat,
- Juan Vallarino e
- Melitón Romero.

Cabe destacar que destes onze jogadores, seis fizeram parte da presidência do clube.

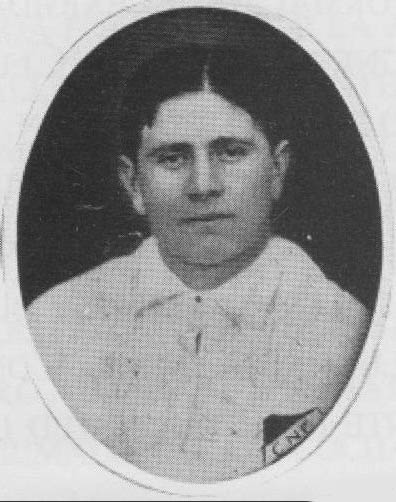
Bolívar Céspedes, um dos jogadores mais importantes da história do Nacional. O atual CT do Nacional se chama Ciudad Deportiva Los Céspedes em homenagem a ele e aos seus irmãos Amílcar e Carlos Céspedes, que também jogaram no Nacional

Em 1900 de juntaram ao clube jogadores vindos do Universitário Football Club e do Defensa Football Club — Entre eles os irmãos Amilcar, Bolívar e Carlos Céspedes, que deixaram uma grande marca no clube, que ficou conhecido como El club de los Céspedes — E além disso, recebeu em usufruto as instalações do Parque Central, que na época ficava afastado da parte mais urbana de Montevidéu. O clube tentou afiliar-se a The Uruguay Association Football League em 1900, porém não foi aceito pelos clubes de origem estrangeira, foi só no ano seguinte que conseguiu participar da liga, terminando em segundo lugar: ganhou duas partidas, empatou duas e perdeu apenas uma. Em 1902 conquistou o campeonato uruguaio não só invicto, mas ganhando todos os jogos. Conseguiu sua primeira vitória sobre o CURCC (clube que deu origem ao Peñarol) por 2x1. No dia 10 de agosto, em jogo chave para a definição do campeonato, venceu novamente a mesma equipe por 3x1 no bairro Peñarol, conseguindo assim o seu primeiro título.

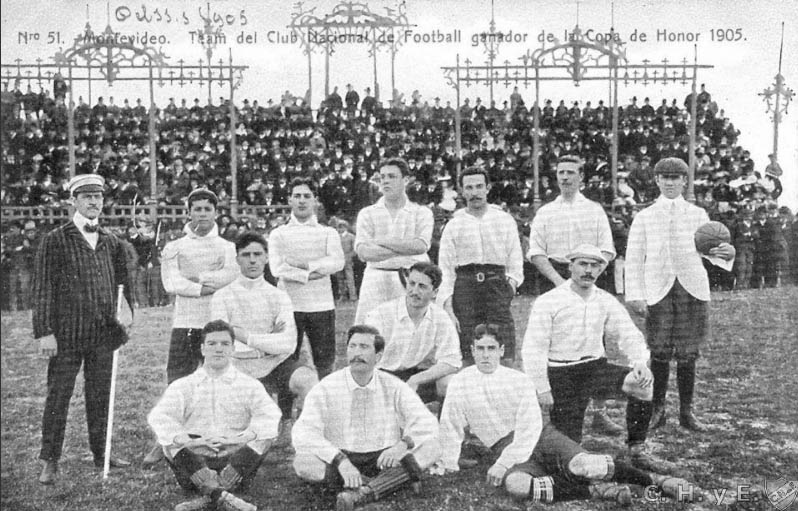
Nacional em 1905. Nesse ano foi campeão da Copa de Honor Rioplantense após derrotar o Alumni da Argentina

No final do campeonato de 1903, Nacional e o CURCC estavam no topo da classificação outra vez, mas a final foi suspensa pela revolução de 1904. A associação agendou a final para o dia 28 de agosto de 1904. O Nacional venceu o CURCC por 3x2 e foi coroado campeão uruguaio pelo segundo ano consecutivo.
No início do século XX as seleções do Uruguai e da Argentina se enfrentavam em um jogo anual, sendo que cada um jogava um ano como mandante no seu próprio país. Para o jogo de 1903, a comissão da AUF convocou jogadores da equipe tricolor, que eram os campeões invictos, para defender a seleção. Incomodados com a situação, o CURCC se negou a fazer parte da combinação de jogadores, razão pela qual o Nacional disponibilizou todos os seus futebolistas para representar a seleção uruguaia. Parecia que o jogo ia ser fácil para os argentinos, que no ano anterior haviam goleado — por 6x0 jogando como visitantes no Parque Central — porém o jogo terminou 3x2 a favor do time uruguaio, um acontecimento histórico para o futebol uruguaio, sendo que foi a primeira vitória internacional da seleção.
Em 1905, o Nacional conquistou o seu primeiro título internacional oficial organizado pela AFA e pela AUF, Copa de Honor Rioplantense, após vencer ao Alumni da Argentina por 3x2. Neste mesmo ano faleceram prematuramente Bolívar e Carlos Céspedes, em razão de uma epidemia de varíola. O impacto foi duro para o clube, que entrou em processo de decadência esportiva e institucional que ficou ainda mais grave a meados de 1910, quando se uniram ao time vários jogadores de classe operária, gerando assim, oposição de alguns associados elitistas. Finalmente, em uma assembleia de 1911, a maioria populista comandada pelo presidente José Maria Delgado e dirigentes como Manuel Rovira Urioste, triunfou em sua concepção popular do clube. Como consequência, vários dirigentes, sócios e jogadores de destaque deixaram o clube e foram para o Bristol Football Club. Em contrapartida, o clube abriu suas portas a vários jogadores da classe operária, entre eles Abdon Porte, símbolo histórico da instituição.

### O clube das conquistas
O Nacional é o clube que mais ganhou campeonatos uruguaios na época amadora, com 11 títulos, o primeiro em 1902.
Nos anos como amador, o Nacional consegue dois tricampeonatos, um em 1915-1916-1917 e o outro em 1922-1923-1924.
Na era profissional, ganha 34 campeonatos nacionais uruguaios, o último em 2015.
Dos 5 campeonatos ganhos, em sequência, o de 1941 é mais lembrado para os tricolores, uma vez que o clube venceu o torneio com uma invencibilidade impressionante, ganhando todos os jogos disputados, sem perder nenhum ponto sequer. Algo que dava inveja aos rivais.
Entre os anos 1955 e 1957, obtém seu terceiro tricampeonato uruguaio (o primeiro na era profissional).
Entre os anos 1969 e 1972 obtém seu primeiro tetracampeonato uruguaio.
Entre 2000 e 2002 obtém seu quarto tricampeonato uruguaio (segundo na era profissional).

### As excursões internacionais
Em 1925, o Nacional excursionou pela Europa, excursão considerada a mais bem sucedida de uma equipe de futebol de todos os tempos.
Durante esse passeio, jogou contra equipes profissionais de nível superior na Europa (onde Nacional, ainda um time amador), tendo ganho a grande maioria dos jogos. Em seis meses, o Nacional passou por 9 países e foi visto por um total de 800.000 espectadores. Disputou 38 jogos, vencendo 26, empatando 5 e perdendo 7.
Em 1927, o Nacional fez uma turnê americana, com resultados semelhantes aos da turnê europeia de 1925.

### 1971: A primeira Copa Libertadores
No ano 1971 o Nacional venceu a sua primeira Copa Libertadores da América ao derrotar na final o clube argentino Estudiantes.
Nesse mesmo ano, em sua primeira Taça Intercontinental, jogou contra o Panathinaikos da Grécia e derrotou o clube europeu trazendo o inédito título para o Nacional. Nesta época, a Taça Intercontinental era a competição de maior nível do futebol de clubes.
No ano seguinte, ele obteve sua primeira Copa Interamericana, derrotando o mexicano Cruz Azul, sendo o único clube uruguaio a ter esse troféu.

### 1980: A segunda Libertadores
O Nacional, durante a presidência de Dante Locco, voltou à Taça Libertadores da América em 1980, e venceu um clube brasileiro na final: o Internacional de Porto Alegre. Na partida de ida, disputada no dia 30 de julho em Porto Alegre, um empate sem gols. No jogo decisivo, dia 6 de agosto, em Montevidéu, o Estádio Centenário recebeu aproximadamente 65 mil torcedores, que viram o atacante Waldemar Victorino marcar o único gol da partida, decretando a segunda conquista da Libertadores para o Nacional. A equipe do Nacional entrou em campo com: Rodolfo Rodríguez; José Moreira, Juan Blanco, Hugo de León e Washington González; Eduardo de la Peña, Víctor Espárrago e Arsenio Luzardo; Alberto Bica, Waldemar Victorino e Julio César Morales. O time foi comandado por Juan Martín Mujica.
Em 11 de Fevereiro de 1981, obtém a Taça Intercontinental pela segunda vez, batendo o Nottingham Forest da Inglaterra por 1–0, novamente com gol decisivo de Waldemar Victorino. Esta foi a primeira decisão disputada em jogo único e das dezenas realizadas em Tóquio no Estádio Nacional conquistando seu segundo mundial.

### 1988: A terceira Libertadores

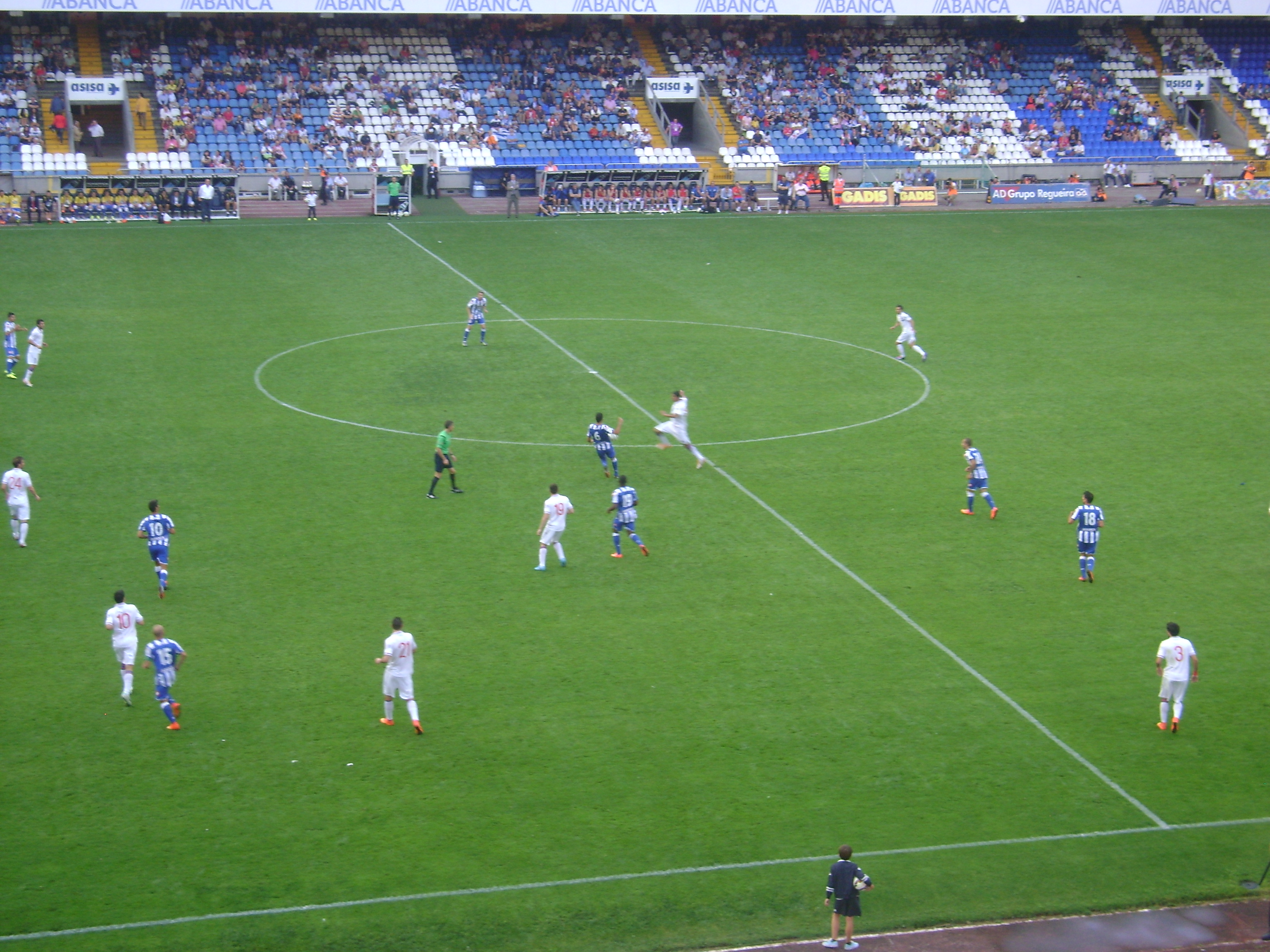
Deportivo de La Coruña x Nacional.

A terceira Copa Libertadores da América chega em 1988, após perder por 1–0 fora de casa e depois vencer por 3–0 o Newell's Old Boys da Argentina, no Estádio Centenário, com gols de Ernesto "Pinóquio" Vargas, Hugo de León e Santiago Ostolaza.
No mesmo ano, obteve a Taça Intercontinental pela terceira vez, com uma heróica vitória por 7–6 nos pênaltis sobre o PSV Eindhoven dos Países Baixos, após empate por 2–2 no tempo normal e na prorrogação.
Com este triunfo sobre a equipe liderada por Guus Hiddink, consagrou-se como a primeira equipe Tricampeã do Intercontinental invicta. (Terceiro mundial interclubes).
No ano seguinte, venceu a segunda Copa Interamericana, desta vez ganhando do Olimpia de Honduras.
Também em 1989, obteve a Recopa Sul-Americana, derrotando o Racing Club da Argentina, o Nacional ganhava uma Tríplice Coroa, porque venceu a Libertadores 1988, a Copa Intercontinental 1988 e a Recopa Sul-Americana de 1989.  Além disso, este foi o último título internacional oficial ganhado por um clube uruguaio até hoje.
Em 2002, o Nacional chegou perto de conseguir o inédito título da Copa Sul-Americana 2002, ao perder nos pênaltis por 5–3 para o Atlético Nacional nas semifinais da competição, o Nacional ficou em 3º. Caso conseguisse esse título, o Nacional seria junto com o Boca Juniors, LDU de Quito,São Paulo Futebol Clube e o Internacional os únicos times que venceram todas as competições ainda ativas da Conmebol (Copa Libertadores, Recopa Sul-Americana e Copa Sul-Americana).

## Cores e escudo
As cores do clube são azul, branco e vermelho, que se reflectem nas suas sociais e os símbolos foram formados a partir da bandeira de independência uruguaia, a Bandeira de Artigas.

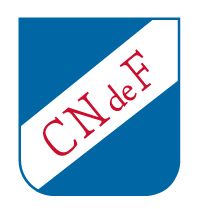
Primeiro escudo utilizado em 1902

Escudo utilizado de 2015 até 2019

A bandeira do clube, é composta da seguinte forma: azul sobre um fundo branco em listra diagonal, da esquerda para a direita e de baixo para cima, o que inclui, em vermelho, as iniciais C. N. de F.

Bandeira do clube

## Estádio

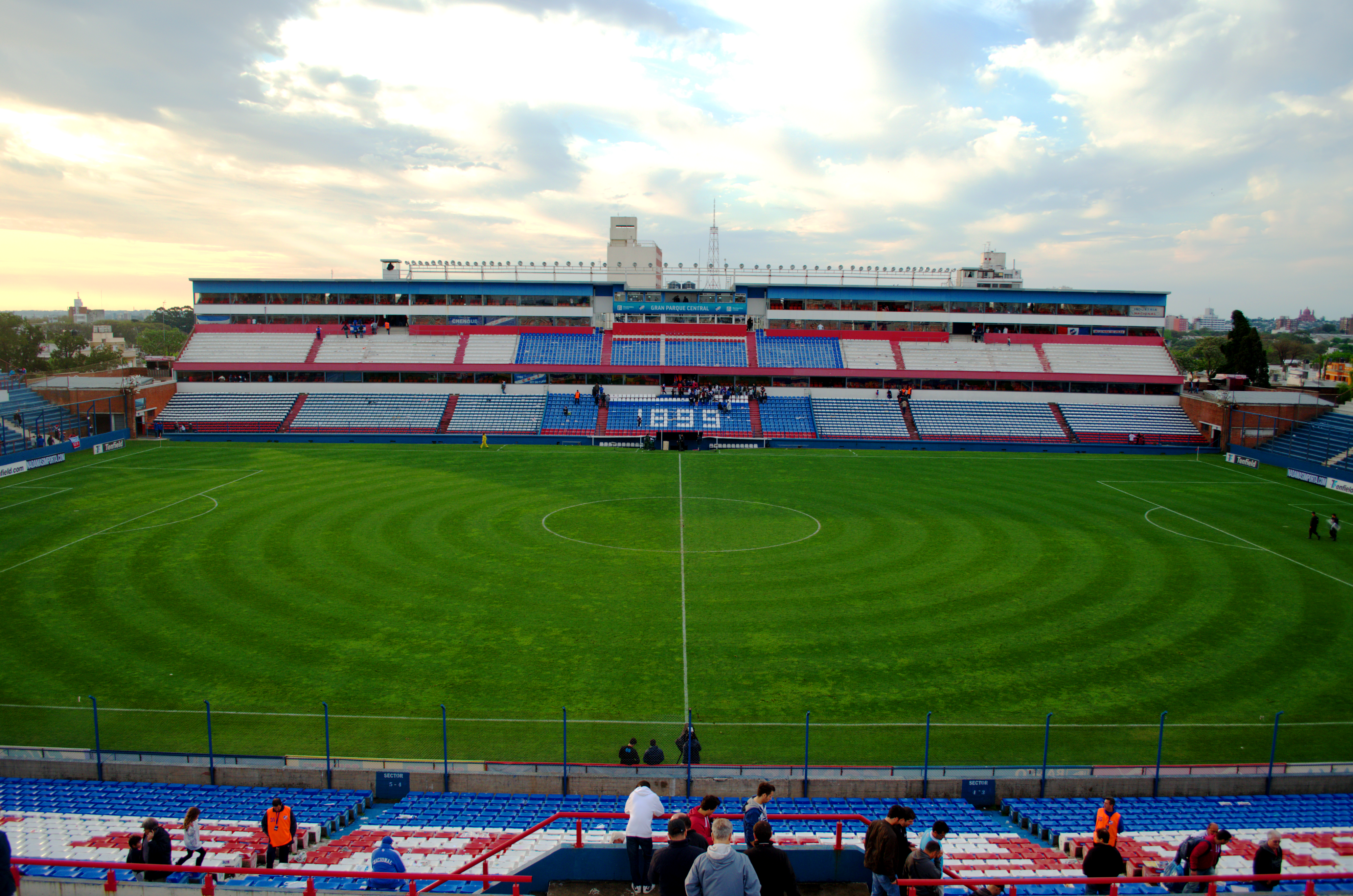
Estádio Gran Parque Central.

Localizado no bairro La Blanqueada, em Montevidéu, o estádio Gran Parque Central, remodelado no começo de 2005, é o campo do Nacional.
Este estádio, com capacidade para 37.000 pessoas, foi reconhecido pela FIFA por ter sido sede da primeira partida da história das Copas do Mundo (disputado em 13 de Julho de 1930, entre Estados Unidos e Bélgica, pelo Grupo D da Copa do Mundo, com resultado favorável para os americanos por 3–0). Simultaneamente, outra partida foi disputada no atualmente inexistente Estádio Pocitos.
No terreno onde atualmente se localiza o Parque Central, José Artigas foi nomeado Chefe dos Orientais, em 1811. Esta data não faz mais que afirmar o sentimento oriental do Nacional, o forte vínculo do clube com as raízes históricas do Uruguai, que também se reflete no nome, escudo e uniforme do clube.
Para encontros que se possam ter um maior público que do Parque Central, utiliza-se o Estádio Centenário.

## Cultura do clube

### Torcedores

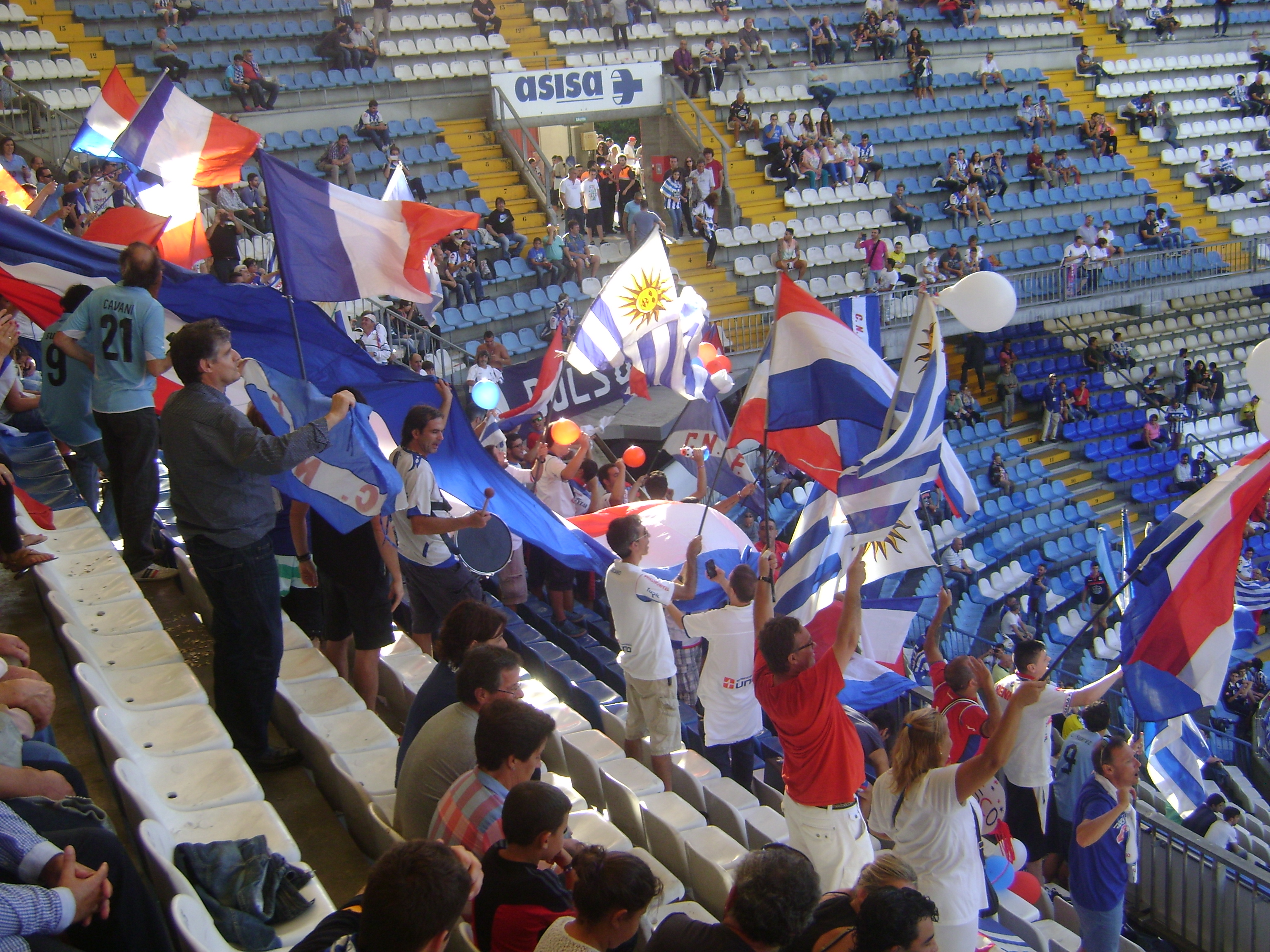
Torcida do Nacional en A Corunha.

O Uruguai está dividido por dois gigantes, torcedores do Nacional e do Peñarol.
Um inquérito nacional conduzido pelo consultor em dados de 1997, publicado pelo diário El Pais, põe o Nacional como preferência de 45% da população uruguaia e o Peñarol com 42%. Outro estudo feito em 2006, contrasta com o primeiro dando 45% para o Peñarol e 35% para o Nacional.

### Rivalidades
Quanto a confrontos com o Peñarol, adversário do tricolor, a equipe do Nacional detém o recorde de invencibilidade de 16 clássicos (entre os anos 1971 e 1974).
Da mesma forma, detém o recorde por ter 10 vitórias em clássicos seguidos (entre os anos 1939 e 1942). Entre estes 10 clássicos apareceu a maior goleada dos clássicos entre Nacional e Peñarol: Em 14 de dezembro de 1941 o Peñarol foi derrotado pelo Nacional por 6–0.
O Nacional tem o maior artilheiro da história do clássico: o argentino Atilio García, com 34 gols.
Também é a equipe que mais venceu clássicos em finais e a que mais venceu nos jogos de volta (jogos em que iniciou em desvantagem e na partida de volta triunfou).
Foi a equipe que ganhou todos os clássicos que foram jogados no exterior (o primeiro em La Plata, Argentina em 1960 por 4–0, o segundo na Corunha, Espanha, em 2005, por 3–1).
Recentemente o Nacional teve uma sequência de invencibilidade de 10 clássicos: entre 27 de janeiro de 2004 e 26 de novembro de 2006.

## Títulos
| HONRARIAS              | HONRARIAS                                                                | HONRARIAS | HONRARIAS |
| Coroas                 | Competição                                                               | Títulos   | Temporadas |
| ---------------------- | ------------------------------------------------------------------------ | --------- | --- |
|                        | Tríplice Coroa Internacional                                             | 2         | 1971 — 1988 |
|                        | 03º Maior Clube da América do Sul e 06º do Mundo pelo Século XX da IFFHS | 1         | 1901 – 2000 |
| MUNDIAIS               |                                                                          |           | |
| Troféus                | Competição                                                               | Títulos   | Temporadas |
|                        | Copa Intercontinental                                                    | 3         | 1971, 1980, 1988 |
| INTERCONTINENTAIS      |                                                                          |           | |
| Troféus                | Competição                                                               | Títulos   | Temporadas |
|                        | Copa Interamericana                                                      | 2         | 1971, 1988 |
| CONTINENTAIS           |                                                                          |           | |
| Troféus                | Competição                                                               | Títulos   | Temporadas |
|                        | Copa Libertadores da América                                             | 3         | 1971, 1980, 1988 |
|                        | Recopa Sul-Americana                                                     | 1         | 1989 |
| CONTINENTAIS AFA x AUF |                                                                          |           | |
| Troféus                | Competição                                                               | Títulos   | Temporadas |
|                        | Copa Aldao                                                               | 3         | 1916, 1919, 1920 |
|                        | Taça de Honra Cousenier                                                  | 4         | 1905, 1915, 1916, 1917 |
|                        | Copa de Confraternidad                                                   | 1         | 1945 |
|                        | Copa de Competência                                                      | 2         | 1913, 1915 |
| NACIONAIS              |                                                                          |           | |
| Troféus                | Competição                                                               | Títulos   | Temporadas |
|                        | Campeonato Uruguaio                                                      | 49        | 1902, 1903, 1912, 1915, 1916, 1917, 1919, 1920, 1922, 1923, 1924, 1933, 1934, 1939, 1940, 1941, 1942, 1943, 1946, 1947, 1950, 1952, 1955, 1956, 1957, 1963, 1966, 1969, 1970, 1971, 1972, 1977, 1980, 1983, 1992, 1998, 2000, 2001, 2002, 2005, 2005–06, 2008–09, 2010–11, 2011–12, 2014–15, 2016, 2019, 2020, 2022 |
| Uruguai                | Supercopa Uruguaya                                                       | 3         | 2019, 2021, 2025 |
| Uruguai                | Torneio Intermediario                                                    | 5         | 2017, 2018, 2020, 2022, 2024 |
| Uruguai                | Liga Pré-Libertadores da América                                         | 8         | 1982, 1990, 1992, 1993, 1996, 1999, 2007, 2008 |
| Uruguai                | Copa Competencia                                                         | 7         | 1912, 1913, 1914, 1915, 1919, 1921, 1923 |
| Uruguai                | Copa de Honor                                                            | 7         | 1905, 1906, 1913, 1914, 1915, 1916, 1917 |
| Uruguai                | Torneo Competencia                                                       | 10        | 1934, 1945, 1948, 1952, 1958, 1959, 1961, 1962, 1963, 1989 |
| Uruguai                | Torneo de Honor                                                          | 15        | 1935, 1938, 1939, 1940, 1941, 1942, 1943, 1946, 1948, 1955, 1957, 1958, 1961, 1962, 1963 |

Outras conquistas:
- Torneio da Costa do Sol: 1972, 2006
- Troféu Teresa Herrera: 1958
- Torneio Quadrangular: 1952, 1954, 1956, 1958, 1961, 1964, 1967
- Liga Mayor: 1975, 1976, 1977
- Campeonato Nacional General Artigas: 1961, 1962
- Torneio Clausura: 1995,1996, 1998, 2001, 2006, 2011, 2019
- Torneio Apertura: 1997, 1998, 1999, 2000, 2002, 2003, 2004, 2009, 2011, 2014, 2018 Sala de troféus do clube.

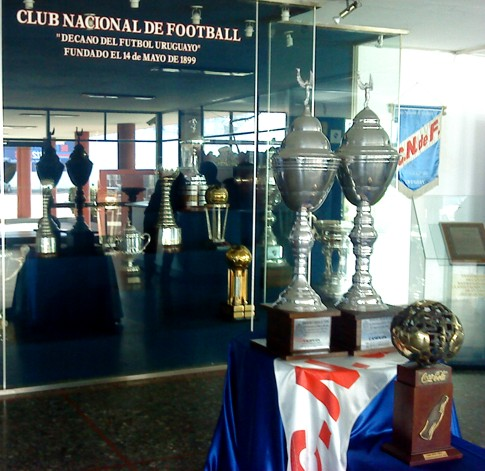
Sala de troféus do clube.

### Categorias de Base
| CONTINENTAIS (JUVENIL) | CONTINENTAIS (JUVENIL)              | CONTINENTAIS (JUVENIL) | CONTINENTAIS (JUVENIL) |
|                        | Competição                          | Títulos                | Temporadas             |
| ---------------------- | ----------------------------------- | ---------------------- | ---------------------- |
|                        | Copa Libertadores da América Sub-20 | 1                      | 2018                   |

 Campeão Invicto

## Estatísticas
- Temporadas na Primeira Divisão: 109
- Temporadas na Segunda Divisão: 0
- Melhor lugar na Primeira Divisão: 1º (46 vezes)
- Pior posição na Primeira Divisão: 7º (1988)
- Maior goleada conseguida:
  - Nos campeonatos nacionais: 11-0 no Charley, em 1920
- Mais anos no clube: Hector Scarone (21 anos, 1917 a 1939)
- Mais jogos pela Copa Libertadores da América: Julio Cesar Morales (76 jogos)
- Maior Artilheiro: Atilio Garcia (468 metas)
- Goleiro que mais tempo ficou sem tomar gol: Gustavo Munúa, 963 minutos sem receber gols (2003)
- Jogador com mais campeonatos nacionais: Alfredo Foglino (9 campeonatos)

## Elenco atual
Última atualização: 5 de abril de 2025.

## Jogadores destacados
Esta é uma lista de jogadores de destaque que já passaram pelo Nacional:
| - Abdón Porte - Alexander Medina - Alfredo Zibechi - Alvaro Escames - Álvaro Recoba - Andrés Mazali - Ángel Romano - Aníbal Ciocca - Aníbal Paz - Bibiano Zapirain - Bolívar Céspedes - Carlos Céspedes - Carlos Favier Soca - Daniel Cardaccio - Daniel Carreño - Daniel Felipe Revelez - Daniel Fonseca - Danilo Baltierra - Dario Pereyra - Diego Lugano - Deivis Barone - Eugenio Galvalissi - Emilio Álvarez - Emilio Recoba - Eusebio Ramón Tejera - Fabián O'Neill - Federico Bergara - Fernando Kanapkis - Galileo Galilei Percovich - Gerardo Morales - Gianni Guigou - Guillermo Escalada - Gustavo Badell - Gustavo Munúa - Héctor Castro - Héctor Nuñez - Héctor Rodríguez - Héctor Scarone - Hugo de León - Javier Ambrois - Jorge Fernando Seré - Jorge Manicera - Jorge Puglia - José Leandro Andrade - José Luis Pintos Saldanha - José Nasazzi - José Santamaría - Juan Martín Mugica - Juan Ramón Carrasco - Juan Ravera - Julio Acosta - Julio Montero Castillo - Julio César Gómez - Julio Morales - Julio Pérez - Leonardo Jara | - Leonardo Romay - Luis Ernesto Castro - Luis Ramos - Luis Suárez - Luis Ubiña - Mario Barilko - Mario Bergara - Mario Regueiro - Morro Garcia - Nelson Abeijón - Néstor Correa - Nicolás Lodeiro - Óscar Javier Morales - Pascual Somma - Pedro Cea - Pedro Petrone - Raúl Núñez - Raúl Pini - Ricardo Bitancort - Ricardo Canals - Richard Morales - Roberto Porta - Rodolfo Pini - Rodolfo Rodríguez - Rubén Sosa - Ruben González - Santiago Javier Ostolaza - Santos Urdinarán - Sebastián Abreu - Sebastián Coates - Sebastián Viera - Sergio Daniel Martínez - Schubert Gambetta - Víctor Espárrago - Waldemar Victorino - Walter Gómez - Washington Rodríguez - William Castro - Atilio García - Cristian Gastón Zermattén - Héctor Rial - José Sanfilippo - Luis Artime - Limberg Gutiérrez - Célio - Domingos da Guia - Henrique Frade - Manga - Patesko - Alain Nkong - Pierre Webo - Javier Wanchope - Milton Núñez - José Luis Garcés - Julio César Dely Valdés - Alejandro Cichero |

## Treinadores
Esses são os principais treinadores:
- Gerardo Pelusso
- Eduardo Acevedo
- Juan Ramón Carrasco
- Marcelo Gallardo

## Uniformes

### Uniformes atuais
- 1º uniforme: Camisa branca, calção e meias azuis;
- 2º uniforme: Camisa vermelha, calção e meias vermelhas;
- 3º uniforme: Camisa azul, calção e meias azuis;
- 4º uniforme: Camisa azul celeste, calção e meias brancas;

| 1º Uniforme | 2º Uniforme | 3º Uniforme | 4º Uniforme |

### Uniformes dos goleiros
- Camisa azul, calção e meias azuis;
- Camisa azul celeste, calção e meias azuis celeste;
- Camisa laranja, calção e meias laranjas.

| Cores do Time · Cores do Time · Cores do Time · Cores do Time · Cores do Time | Cores do Time · Cores do Time · Cores do Time · Cores do Time · Cores do Time | Cores do Time · Cores do Time · Cores do Time · Cores do Time · Cores do Time |

### Uniformes anteriores
- 2018

| 1º Uniforme | 2º Uniforme | 3º Uniforme | 4º Uniforme |

- 2017

| 1º Uniforme | 2º Uniforme | 3º Uniforme | 4º Uniforme |

- 2016

| Cores do Time · Cores do Time · Cores do Time · Cores do Time · Cores do Time | Cores do Time · Cores do Time · Cores do Time · Cores do Time · Cores do Time | Cores do Time · Cores do Time · Cores do Time · Cores do Time · Cores do Time | Cores do Time · Cores do Time · Cores do Time · Cores do Time · Cores do Time |

- 2015

| Cores do Time · Cores do Time · Cores do Time · Cores do Time · Cores do Time | Cores do Time · Cores do Time · Cores do Time · Cores do Time · Cores do Time | Cores do Time · Cores do Time · Cores do Time · Cores do Time · Cores do Time |

- 2014

| Cores do Time · Cores do Time · Cores do Time · Cores do Time · Cores do Time | Cores do Time · Cores do Time · Cores do Time · Cores do Time · Cores do Time | Cores do Time · Cores do Time · Cores do Time · Cores do Time · Cores do Time |

- 2013

| Primeiro | Segundo | Terceiro |

- 2012

| Primeiro | Segundo | Terceiro | Quarto |

- 2011

| Primeiro | Segundo | Terceiro | Quarto |

- 2010

| Primeiro | Segundo | Terceiro |

- 2009

| Primeiro | Segundo |

## Presidentes ao longo do tempo
| - 1899-1899: Sebastián Puppo - 1900-1900: Jorge A. Ballestero - 1901-1901: Bernardino Daglio - 1902-1902: Carlos Carve Urioste - 1903-1904: Domingo Prat - 1905-1905: Luis Laventure - 1906-1907: José María Reyes Lerena - 1908-1908: Domingo Prat - 1909-1909: Francisco Del Campo - 1910-1910: Domingo Prat - 1911-1921: José María Delgado - 1922-1923: Rodolfo Bermúdez - 1923-1925: Numa Pesquera - 1926-1926: Ramón Pedro Díaz - 1927-1927: Oscar Bottini | - 1928-1928: Melitón Romero - 1929-1932: José María Delgado - 1933-1933: Rodolfo Bermúdez - 1934-1935: Atilio Narancio - 1936-1936: José María Reyes Lerena - 1937-1937: Aníbal Zapicán Falco - 1938-1938: Raúl Blengio Salvo - 1939-1939: Atilio Narancio - 1940-1945: Rodolfo Gorriti - 1946-1949: Roberto Espil - 1950-1951: Gregorio Baldizán - 1952-1953: Santiago De Brum Carbajal - 1953-1954: Manuel González - 1955-1961: José Añón | - 1962-1967: Eduardo Pons Etcheverry - 1968-1979: Miguel Restuccia - 1979-1980: Justo Alonso Leguísamo - 1980-1982: Dante Iocco - 1983-1985: Rodolfo Sienra - 1986-1988: Mario Garbarino - 1989-1991: Roberto Recalt - 1992-1997: Ceferino Rodríguez - 1998-2000: Dante Iocco - 2001-2006: Eduardo Ache - 2006-2006: Víctor Della Valle - 2006-2012: Ricardo Alarcón - 2012-2015: Eduardo Ache - 2015-2018: José Luis Rodríguez - 2018-2021: José Decurnex - 2021-hoje: José Fuentes |